# كيلي ماغنوس
كيلي ماغنوس (بالإنجليزية: Kellie Magnus)‏ هي صحفية وكاتِبة جامايكية، ولدت في 10 ديسمبر 1970.